# 許勒巴赫河
51°32′57.30″N 7°6′51.15″E / 51.5492500°N 7.1142083°E

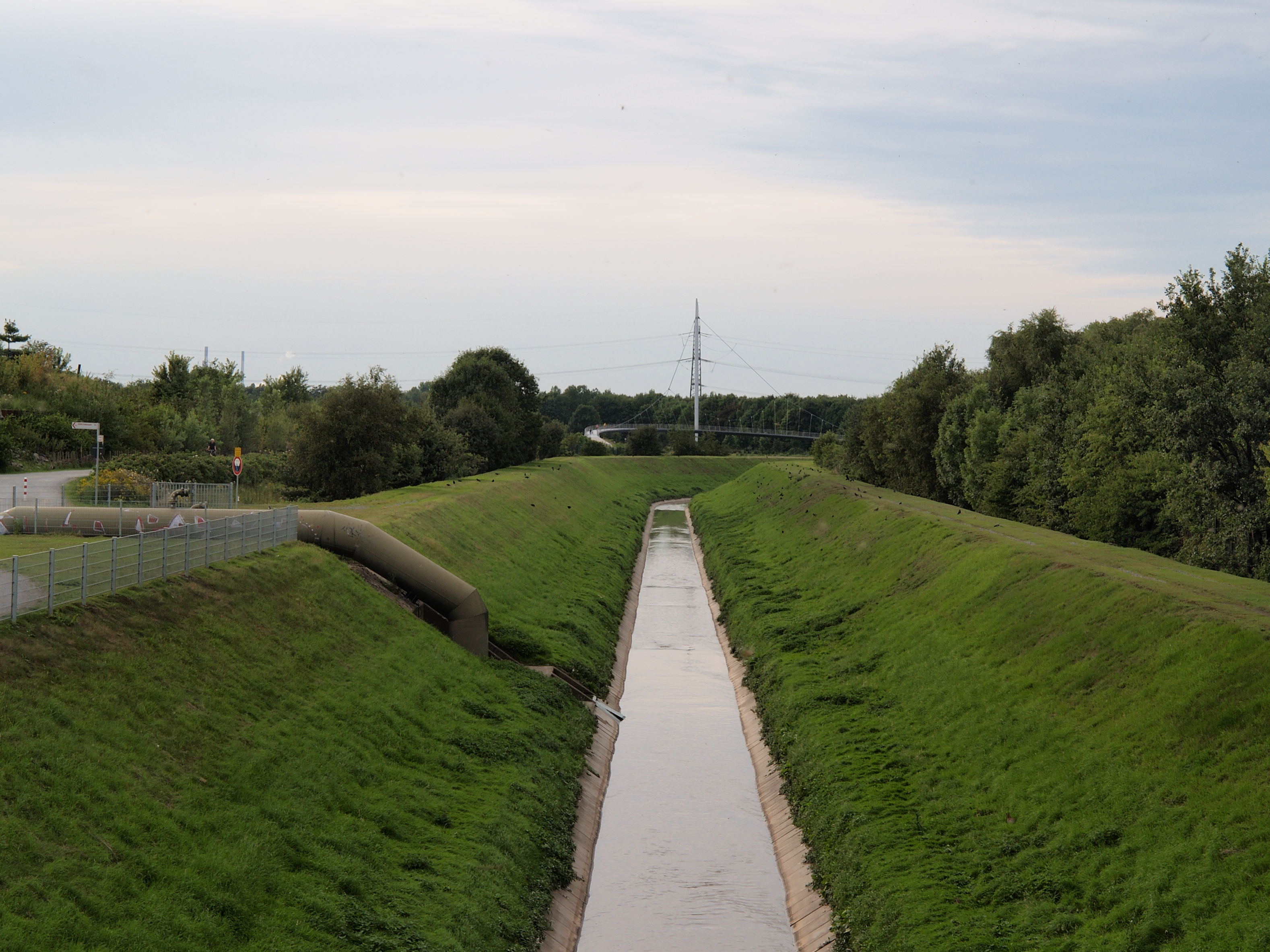

許勒巴赫河（德語：Hüller Bach），是德國的河流，位於該國西部，處於北萊茵-威斯特法倫州，屬於埃姆舍爾河的左支流，河道全長8.5公里，流域面積81平方公里。